# 有鉛ガソリン

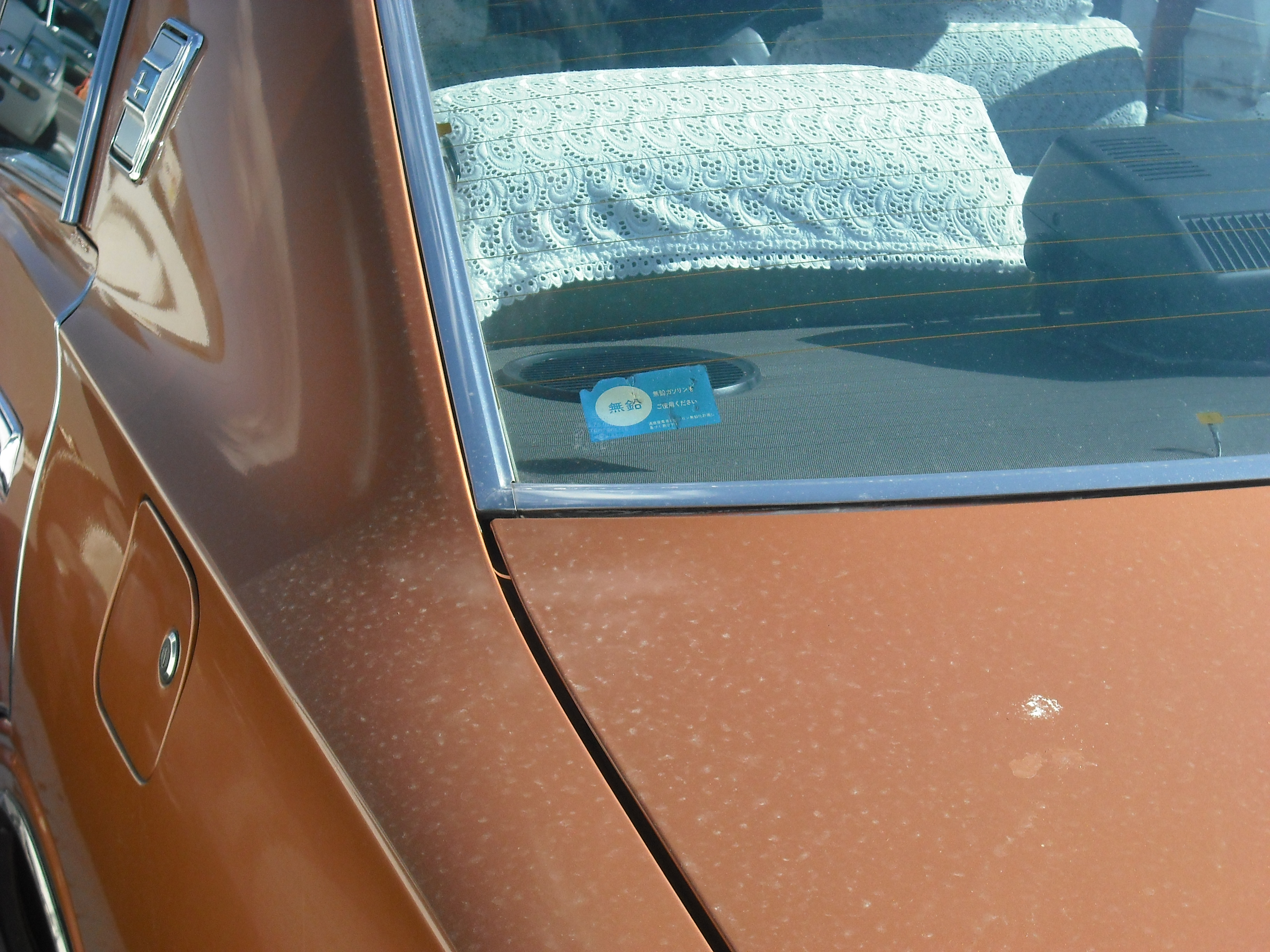
無鉛ガソリン車であることを示すステッカー（日産・グロリア）

有鉛ガソリン（ゆうえんガソリン）は、アルキル鉛を微量添加されたガソリンのことである。 加鉛ガソリン（かえんガソリン）とも称する。
有鉛ガソリンには、レシプロエンジンのノッキングを防止するアンチノック剤としてアルキル鉛が添加されており、無鉛ガソリンと比較してオクタン価も5 - 15ほど上昇する。アルキル鉛としてはテトラエチル鉛 (C2H5)4Pb が最も多いが、テトラメチル鉛 (CH3)4Pb 、メチルエチル鉛なども該当する。いずれも猛毒物質であり、毒物及び劇物取締法の特定毒物に指定されている。呼吸や皮膚接触により体内に容易に吸収され、中枢神経性の鉛中毒症状を引き起こす。

## 概要
有鉛ガソリンは、第二次世界大戦中を含めて1970年代頃まで、自動車の燃料などに広く用いられていた。
しかし人体に有毒で大気汚染の原因となるため、日本では自動車用レギュラーガソリンが1975年に、自動車用高オクタン価ガソリン（ハイオク）も1987年に完全に無鉛化された。1980年頃まではハイオクガソリン用にアルキル鉛がわずかに使用されていたが、今日ではMTBEなど含酸素系添加剤に完全移行している。
日本では揮発油等品質確保法に基づき、自動車用の有鉛ガソリンは販売が禁止されている。また毒物及び劇物取締法に基づき、有鉛ガソリンのアルキル鉛濃度は0.3 mL/L（航空用は1.3 mL/L）以下に規制され、かつオレンジ（航空用は赤・青・緑・紫）の着色が義務づけられている。なお、自動車用の無鉛ガソリンもオレンジの着色が義務づけられているため、制度上は色だけで加鉛の有無を見分けることができない。
米国では大気浄化法（Clean Air Act）により、1995年に有鉛ガソリンが規制された。
自動車用有鉛ガソリンは2002年の時点では112ヶ国で使用されていたが、同年からの国連環境計画の取り組みにより全世界で無鉛化が進み、2021年7月にアルジェリアで販売が中止されたのを最後に全廃された。
一方、ガソリンエンジンを動力とする航空機向けの燃料である航空用ガソリン（アブガス）には、有鉛ガソリンが使用されている。

## 「エチル」の発見
1921年12月、米国の自動車会社・GM（ゼネラルモーターズ)の子会社デイトン・リサーチ・ラボラトリーに勤務していたトマス・ミジリーが、テトラエチル鉛 (tetraethyllead : TEL) をガソリンに添加すると、エンジンがノッキングを起こさなくなることを発見した。ミジリーの当時の上司はチャールズ・ケタリングであった。デイトン社はTELの呼称を単に"エチル" (Ethyl) としたが、報告書や広告上では鉛を添加していることは伏せられていた。TELの特許権はその後、親会社のGMに移管された。
GMなど自動車各社と石油会社は、当時の自動車の燃料として使われていたエタノール（エタノール入り燃料）を「自分たちの利益にならない」と考え、これに代わるものとしてTELの入ったノッキングしないガソリン「エチル・ガソリン」の導入を提唱し、ガソリンの有鉛化を積極的に推進した。ミジリーはこの功績により、1922年12月にアメリカ化学会などからいくつかの賞を受賞している。
GMは、TELの量産をデュポンに委託し、その業務を管理するため、1923年4月にゼネラルモーターズ・ケミカル・カンパニー (General Motors Chemical Company) を設立した。チャールズ・ケタリングが社長に迎えられ、ミジリーは副社長についた。しかし生産を受託したデュポンの工場関係者が、鉛中毒により相次いで病に犯され死者まで出したことから、デュポン社はTELの量産から撤退した。
同じ頃、GMもデュポンの従来型製法での生産スピードに不満を持っていた。1924年、GMはロックフェラー率いるスタンダード石油社と組んでエチル・ガソリン・コーポレーションを設立、ミジリーを部長に迎えた。ニュージャージー州にあるベイウェイ・リファイナリーに工場を建設し、さらにTELの量産にあたっては、従来型製法より危険度の高い高温でのエチルクロライド製法を採用した。だが、当初の2か月間に鉛汚染による症状が発生して5人が死に至った。このためニュージャージー州政府により工場は閉鎖、スタンダード石油はTELの製造を禁止され、製造再開には州の許可が必要となった。
エチル・ガソリンは、大気中に大量の鉛を放出する結果となり、1960年代に環境問題となった。開発者であるミジリー自身も鉛中毒となり長期療養を必要とした。

## 日本における廃止の経緯
1971年度末（=1972年3月末）までに日本で製造された国産自動車（ガソリンエンジン搭載）は、全て有鉛ガソリン仕様車であった。

日本で有鉛ガソリンが廃止された直接の原因となったのが、1970年5月、東京都新宿区市谷柳町にある牛込柳町交差点で指摘された「牛込柳町鉛中毒事件」である。民間の医療団体である文京区医療生活協同組合が、この交差点の周囲の住民が慢性的鉛中毒に罹患している疑いがあると発表したことから、マスコミが取り上げ、自動車の有鉛ガソリンが原因であるとして社会問題となった。
問題が大きくなったため、東京都が牛込柳町交差点の周辺住民の健康調査を行ったところ、鉛中毒ではないことが判明した
しかしこの事件を契機として、鉛の毒性による中毒が注目されるようになった。このため、政府、通商産業省（現・経済産業省）、運輸省（現・国土交通省）は、自動車排気ガス中に含まれる鉛に対策を求められることとなり、経過措置を経ながらガソリンを完全無鉛化することに決定した。また、厚生省（現・厚生労働省）は1971年6月に鉛化合物に対して環境基準を設定している。
そもそも有鉛ガソリンに添加されるテトラエチル鉛自体が毒物であり、一般消費者向けの商品に使用すべきではなく、また三元触媒（キャタライザー）の能力を保持するという観点からも、自動車用ガソリン無鉛化は意味のあることだった。
この時期を境に、シリンダーヘッドに鋳鉄製のものが多かった関係で無鉛化対策の難しかった小型トラックは、その主力をディーゼルエンジンへと移行したが、これが後に平成初期のディーゼル排出ガス公害の遠因となった。

## 有鉛ステッカー
1975年2月1日生産分からのレギュラーガソリン無鉛化に伴い、無鉛ガソリン対策車と有鉛ガソリン車を区別するために4種類のステッカー（3 cm×5 cm程度）が作られ、ガソリンタンクの周辺や窓ガラスに貼られることとなった。有鉛ガソリンの製造・販売終了に伴い、1990年代以降に製造された新車にはこのステッカーは貼られていない。
赤（有鉛）
有鉛プレミアムガソリンを用いる車両（主に当時の欧州車、ハイオク指定の高出力エンジン搭載車）
緑（混合）
1/3程度有鉛ガソリンを混合する車両（主に当時のレギュラー仕様の無鉛対策以前のトラック）
オレンジ（高速有鉛）
高速道路・山道を走行する際に有鉛ガソリンを用いる車両（当時のレギュラー仕様の無鉛対策以前の乗用車）
青（無鉛）
無鉛ガソリン対策車両（ただし後述のとおり、無鉛対応でも「ハイオク指定」の意味で赤になるケースがあった）
赤色ステッカー表記（有鉛）の有鉛ガソリン使用指定車と、オレンジ色ステッカー表記（高速有鉛）使用条件指定推奨車は、自動車メーカーによって年式と車体番号による区分がされており、無鉛ガソリン（無鉛ハイオクを含む）を使用する際は自動車メーカー発行公式資料による確認、あるいは自動車メーカーに問い合わせによる確認を行うこともある。また使用する際には点火時期調整等の調整を確実にしておくのがよいとされる。現在では自動車排出ガス規制の関係もあり、場合によっては公道を走行できない可能性もある。
新車製造時に青ステッカーを貼っていた自動車も、自然劣化や人為的な除去、貼付部位の交換などでステッカーを失っている場合もあり、車両自体が経年により廃車されていることも多いため、現在ではステッカーを見る機会は少ない。
なお、旧車を主に扱う内外出版社の自動車雑誌『高速有鉛デラックス』の誌名は、この「高速有鉛」ステッカーに由来する。

## 有鉛ガソリン車の取り扱い
製造時期によるが、一部の車種には有鉛と謳いながらも実質的に無鉛化対策（無鉛対応バルブシートに変更）を施している車種もある。当時は無鉛のハイオクガソリンが作れなかったため、ハイオク指定の高出力エンジン搭載車には必然的に有鉛ガソリンが指定された。この場合は現在の無鉛ハイオクがそのまま使用可能である。
有鉛ガソリン仕様の自動車に給油する際には、無鉛ガソリンに専用の添加剤を加えてバルブシートを保護する必要がある。添加剤を使用しない場合はバルブシートの摩耗が早くなるため、バルブクリアランスを調整する必要が生じることがある。
軽自動車・オートバイ等に多く見られたクランクケース圧縮式2ストロークエンジンでは、バルブ機構の潤滑も燃料と一緒に送り込まれるオイルによって行われ、この種のエンジンにバルブシートは存在しないため、理論上は無鉛ガソリンで問題ない。
一部のレーシングカー（競技専用車。自動車・オートバイ双方において）では、レースガスやアブガスの名称で航空機用有鉛ガソリンが使われることもある。高ノック耐性から使われるのであるが、無鉛ガソリン用に作られたエンジンでは使用できず、環境・人体への配慮や供給施設の問題から使用は減りつつあり、レギュレーション（ルール）により使用が禁止されていることも多い。